# بعد از نیمه‌شب (فیلم ۲۰۱۹)
بعد از نیمه‌شب (که قبلاً عنوان آن «چیز دیگری» (Something Else) بود) فیلم رمانتیک هیولایی آمریکایی محصول سال ۲۰۱۹ به کارگردانی جِرِمی گاردنر و کریستین استلا است که بازیگران اصلی آن جِرِمی گاردنر و برآ گرانت هستند. این فیلم ماجرای هانک را دنبال می‌کند هنگامی که ابی، دوست دخترش که مدت زیادی است با او رابطه دارد شهر را بی‌خبر ترک می‌کند، به خاطر اینکه هانک متوجه می‌شود که موجودی مرموز هر شب او را تعقیب می‌کند.
فیلم بعد از نیمه‌شب در روز ۲۶ آوریل ۲۰۱۹، با عنوان سابق خود چیز دیگری (Something Else) در جشنواره فیلم ترایبکا به نمایش درآمد. این فیلم در روز ۱۴ فوریه ۲۰۲۰ از طریق شرکت کرانکِد آپ فیلمز (Cranked Up Films)  در تعداد کمی سینما و پلتفرم‌های VOD در ایالات متحده به نمایش درآمد.